# Llibertat d'associació
El dret a la llibertat d'associació és el dret individual a reunir-se amb altres persones i expressar, defensar i dedicar-se de forma col·lectiva interessos o causes comunes. El dret a associar-se lliurement ha estat inclòs en diverses constitucions estatals i tractats de drets humans. Entre molts d'altres, la Declaració de Drets de la constitució dels Estats Units, la Carta Canadenca dels Drets i Llibertats i la Convenció Europea de Drets Humans.
En el sentit del dret a l'organització per part dels treballadors també està reconeguda a la Declaració Universal dels Drets Humans i les convencions de l'Organització Internacional del Treball, que especifiquen així mateix la protecció dels convenis col·lectius.
De vegades es fa servir el terme "llibertat d'associació" per evocar el sentit de llibertat d'assemblea. En particular, aquest darrer terme es fa servir en un context polític tot i que, depenent de qui el faci servir, el seu sentit pot anar estretament lligat. Històricament, no ha estat un dret reconegut fins dates força properes en el temps. En el cas de França i Espanya, no fou reconeguts fins a les darreries del segle xix, en el qual es va atorgar protagonisme a les llibertats mercantils abans que no pas la d'associació. La Revolució Francesa no l'inclogué per tal de no fomentar entitats que es poguessin interpretar de manera separada entre l'individu i l'Estat. Actualment és una llibertat reconeguda internacionalment i recollida a la Declaració Universal dels Drets Humans, si bé alguns països fan servir una formulació negativa en la seva descripció.
Actualment, a Espanya està reconegut en l'article 22 de la Constitució espanyola de 1978, si bé en són excloses les instàncies de grups que persegueixen finalitats considerades delictives o que fan servir mitjans il·legals, alhora que són prohibides les associacions secretes i els grups paramilitars. Les associacions han d'estar inscrites en un registre a efectes de publicitat.